# 習得的行動

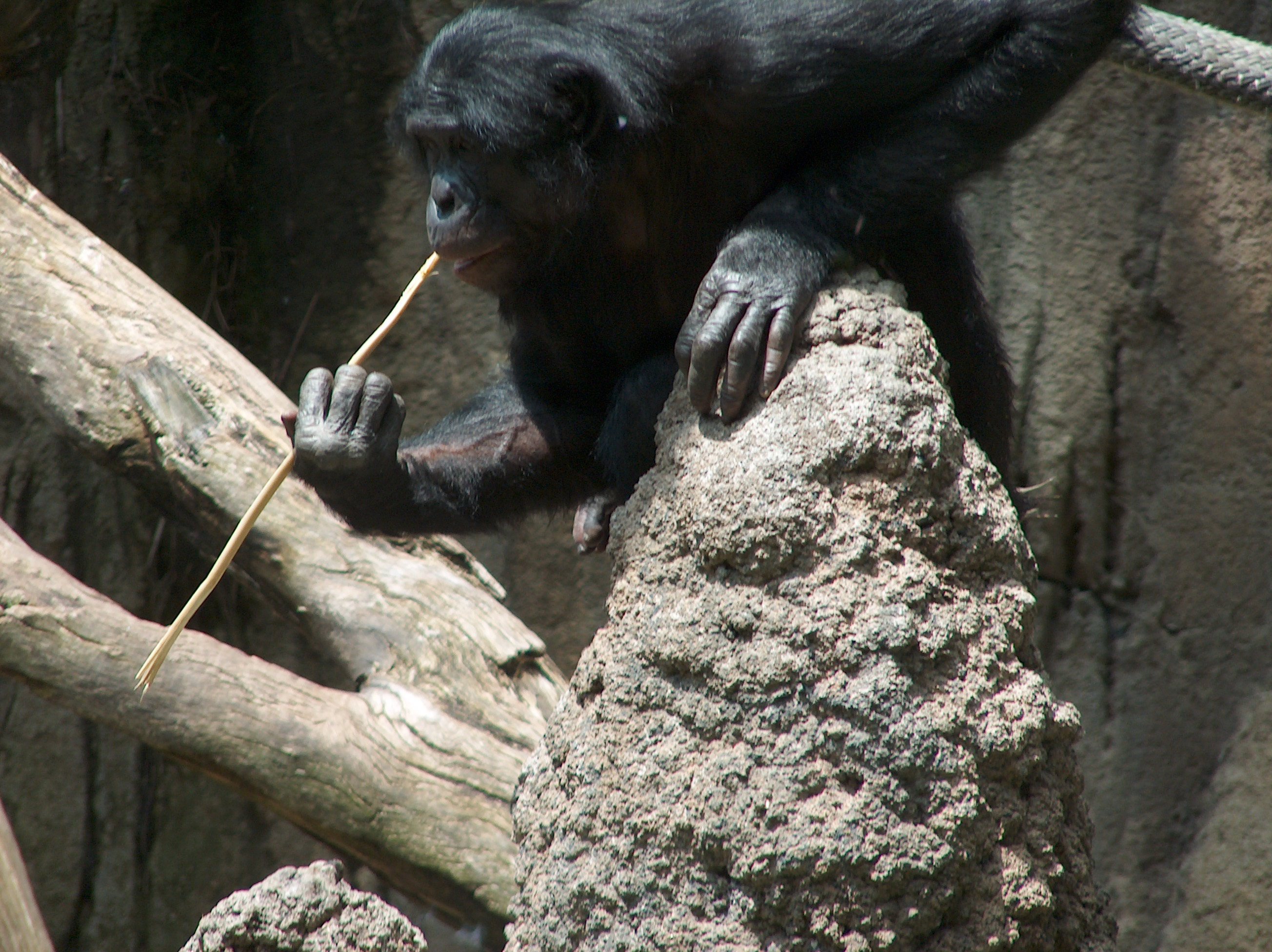
ボノボが枝でシロアリを吊り上げる様子。この行動は習得的行動である。

習得的行動（）は学習によって獲得される行動のことである。動物行動学においては、行動は生得的行動と習得的行動に大分され、その種にもとから備わっていはいない行動を指す用語が習得的行動である。一般的には、経験と学習によって行動が変化し、その変化がすぐに消失しない行動を特に習得的行動という。なお、心理学の分野では習得的行動は経験論によって解釈される。習得的な行動とも呼ばれる。

## 動物行動学
動物行動学においては、学習を経て起こる行動を習得的行動という場合が多く、親や集団の個体から子や集団の別の個体に文化として受け継がれていく習得的行動を文化的行動という。文化的行動のうち、脳を通じて広まるものをミームという。動物行動学において、習得的行動は生得的行動が土台となって起こるものが多いとされる。例えば刷り込みは親を学習することによる習得的行動であるが、後追い行動自体は生得的行動であり、本能行動に分類される。

## 行動神経科学
行動神経科学においては、学習によって取得された脳の神経回路の型によって引き起こされる行動を習得的行動という場合が多い。神経回路は、習得的行動を引き起こすものであり習得的行動の情報であるといえる。ある個体の脳で取得された脳の神経回路の型のうち、他の個体へと非生得的な形で伝播するものをミームと呼ぶ。ミームの実体はニューロン同士の結びつきの様子と、シナプスでの伝達の様相であるとされる。

## 心理学
行動主義心理学では習得的行動に似た概念を提示している。特にスキナーの行動に対する考えは習得的行動の概念をよく説明している。これは、ワトソンの古典的行動主義（S-R心理学）における全ての行動が反射であるという説明や、新行動主義以降の方法論的行動主義における意識・認知・内観などの心的過程に行動の原因を求める姿勢に対して、異を唱えるものである。こうした議論の背景には、人間の行動は生得的なものなのか習得的なものなのかという、哲学の性善説と性悪説の議論や、心理学の生得論と経験論の議論がある。

## ミーム学
ミーム学において、習得的行動とミームは密接な関係がある。例えば、チンパンジーの道具の使用（習得的行動）の種類や方法は群れによって異なる。これは、それぞれの群れの中で道具の使用の種類や方法に関するミームが、ミーム学における自然選択を経て広がったからであると考えられる。なお、習得的行動はミームの一種であるとするのが一般的である。

## 研究
習得的行動は至近要因と究極要因の双方からさまざまな学問によって研究されてきた。
- 至近要因

習得的行動はもともとパブロフの犬の実験のような実際の実験によって確かめられていた。この研究手法は比較心理学及び実験心理学の手法である。その後、学習前後のシナプス可塑性の観察のような神経の研究によって確かめられるようになった。この研究手法はシステム神経科学の手法である。
- 究極要因

習得的行動、認知、学習に対する、社会生物学的、進化生物学的な研究は、生物を機械としてみるかそれとも心をもつものとしてみるかによる学会の対立や、生物学と心理学の隔たりなどが影響し、大きな論争を引き起こした。

## 分類
- 条件反射 - 学習によって獲得される条件刺激に対する習得的行動。イヌは餌やりの時間を示すベル音が鳴ると唾液が出るなど。いわゆるパブロフの犬である。
- オペラント行動 - 生得的行動が生じた直後の、刺激の出現もしくは消失といった環境の変化に応じて、獲得される習得的行動をいう。オペラント条件付けによって獲得される。
- 刷り込み - 出生直後に見た一定の大きさの動く物体を学習して、その物体を追従する行動。カモやウシにみられる。
- 馴化（慣れ）による行動 - ある生得的行動を起こす刺激を生体に繰り返し与えたとき、生じる行動の強さや頻度がしだいに減少していく現象を馴化（慣れ）といい、学習の一種である。アメフラシの慣れなど。
- 文化的行動 - 特定の集団や個体群でみられる、個体間で伝承される行動。知能行動とも呼ぶ。シジュウカラの牛乳ビン開けなど。
- 学習行動 - 学習によって獲得する高度な習得的行動のこと。馴化などの学習はここでは含めない。